# د. جاي دوزير
د. جاي دوزير (بالإنجليزية: D. J. Dozier)‏ هو لاعب كرة قاعدة أمريكي، ولد في 21 سبتمبر 1965 في نورفولك في الولايات المتحدة.

## وصلات خارجية
- د. جاي دوزير على موقعبيزبول رفرنس.كوم (الدوري الرئيسي) (الإنجليزية)
- د. جاي دوزير على موقع مرجع كرة القدم المحترفة.كوم (الإنجليزية)